# Major League Soccer 2004
La temporada 2004 de la Major League Soccer (MLS) fue la 9.ª edición realizada de la primera división del fútbol en los Estados Unidos. D.C. United fue campeón de la MLS Cup por cuarta vez en su historia luego de ganar en la final a los Kansas City Wizards por 3-2.

## Tabla de posiciones

### Conferencia Este
| Pos. | Equipos                | PJ | G  | E  | P  | GF | GC | Dif. | Pts. |
| ---- | ---------------------- | -- | -- | -- | -- | -- | -- | ---- | ---- |
| 1    | Columbus Crew          | 30 | 12 | 13 | 5  | 40 | 32 | 8    | 49   |
| 2    | D.C. United            | 30 | 11 | 9  | 10 | 43 | 42 | 1    | 42   |
| 3    | MetroStars             | 30 | 11 | 7  | 12 | 47 | 49 | -2   | 40   |
| 4    | New England Revolution | 30 | 8  | 9  | 13 | 42 | 43 | -1   | 33   |
| 5    | Chicago Fire           | 30 | 8  | 9  | 13 | 36 | 44 | -8   | 33   |

     Clasifica a los playoffs.

### Conferencia Oeste
| Pos. | Equipos              | PJ | G  | E  | P  | GF | GC | Dif. | Pts. |
| ---- | -------------------- | -- | -- | -- | -- | -- | -- | ---- | ---- |
| 1    | Kansas City Wizards  | 30 | 14 | 7  | 9  | 38 | 30 | 8    | 49   |
| 2    | Los Angeles Galaxy   | 30 | 11 | 10 | 9  | 42 | 40 | 2    | 43   |
| 3    | Colorado Rapids      | 30 | 10 | 11 | 9  | 29 | 32 | -3   | 41   |
| 4    | San Jose Earthquakes | 30 | 9  | 11 | 10 | 41 | 35 | 6    | 38   |
| 5    | Dallas Burn          | 30 | 10 | 6  | 14 | 34 | 45 | -11  | 36   |

     Clasifica a los playoffs.

### Tabla General
| Pos. | Equipos                | PJ | G  | E  | P  | GF | GC | Dif. | Pts. |
| ---- | ---------------------- | -- | -- | -- | -- | -- | -- | ---- | ---- |
| 1    | Columbus Crew          | 30 | 12 | 13 | 5  | 40 | 32 | 8    | 49   |
| 2    | Kansas City Wizards    | 30 | 14 | 7  | 9  | 38 | 30 | 8    | 49   |
| 3    | Los Angeles Galaxy     | 30 | 11 | 10 | 9  | 42 | 40 | 2    | 43   |
| 4    | D.C. United            | 30 | 11 | 9  | 10 | 43 | 42 | 1    | 42   |
| 5    | Colorado Rapids        | 30 | 10 | 11 | 9  | 29 | 32 | -3   | 41   |
| 6    | MetroStars             | 30 | 11 | 7  | 12 | 47 | 49 | -2   | 40   |
| 7    | San Jose Earthquakes   | 30 | 9  | 11 | 10 | 41 | 35 | 6    | 38   |
| 8    | Dallas Burn            | 30 | 10 | 6  | 14 | 34 | 45 | -11  | 36   |
| 9    | New England Revolution | 30 | 8  | 9  | 13 | 42 | 43 | -1   | 33   |
| 10   | Chicago Fire           | 30 | 8  | 9  | 13 | 36 | 44 | -8   | 33   |

     MLS Supporters' Shield, Play-offs

     Play-offs

## Postemporada
|  | Semifinales de conferencia | Semifinales de conferencia | Semifinales de conferencia |                     |                        | Finales de conferencia | Finales de conferencia | Finales de conferencia |    |             | MLS Cup | MLS Cup | MLS Cup |  |
|  |                            |                            |                            |                     |                        |                        |                        |                        |    |             |         |         |         |  |
|  |                            |                            |                            |                     |                        |                        |                        |                        |    |             |         |         |         |  |
|  | E1                         | Columbus Crew              |                            |                     |                        |                        |                        |                        |    |             |         |         |         |  |
|  | E1                         | Columbus Crew              |                            |                     |                        |                        |                        |                        |    |             |         |         |         |  |
|  | E4                         | New England Revolution     |                            |                     |                        |                        |                        |                        |    |             |         |         |         |  |
|  | E4                         | New England Revolution     |                            | E4                  | New England Revolution | 3 (3)                  |                        |                        |    |             |         |         |         |  |
|  | Conferencia Este           |                            |                            | E4                  | New England Revolution | 3 (3)                  |                        |                        |    |             |         |         |         |  |
|  |                            |                            | E2                         | D.C. United         | 3 (4)                  |                        |                        |                        |    |             |         |         |         |  |
|  | E2                         | D.C. United                | E2                         | D.C. United         | 3 (4)                  |                        |                        |                        |    |             |         |         |         |  |
|  | E2                         | D.C. United                |                            |                     |                        |                        |                        |                        |    |             |         |         |         |  |
|  | E3                         | MetroStars                 |                            |                     |                        |                        |                        |                        |    |             |         |         |         |  |
|  | E3                         | MetroStars                 |                            |                     |                        |                        |                        |                        | E2 | D.C. United | 3       |         |         |  |
|  |                            |                            |                            |                     |                        |                        |                        |                        | E2 | D.C. United | 3       |         |         |  |
|  |                            |                            | O1                         | Kansas City Wizards | 2                      |                        |                        |                        |    |             |         |         |         |  |
|  | O1                         | Kansas City Wizards        | O1                         | Kansas City Wizards | 2                      |                        |                        |                        |    |             |         |         |         |  |
|  | O1                         | Kansas City Wizards        |                            |                     |                        |                        |                        |                        |    |             |         |         |         |  |
|  | O4                         | San Jose Earthquakes       |                            |                     |                        |                        |                        |                        |    |             |         |         |         |  |
|  | O4                         | San Jose Earthquakes       |                            | O1                  | Kansas City Wizards    | 2                      |                        |                        |    |             |         |         |         |  |
|  | Conferencia Oeste          |                            |                            | O1                  | Kansas City Wizards    | 2                      |                        |                        |    |             |         |         |         |  |
|  |                            |                            | O2                         | Los Angeles Galaxy  | 0                      |                        |                        |                        |    |             |         |         |         |  |
|  | O2                         | Los Angeles Galaxy         | O2                         | Los Angeles Galaxy  | 0                      |                        |                        |                        |    |             |         |         |         |  |
|  | O2                         | Los Angeles Galaxy         |                            |                     |                        |                        |                        |                        |    |             |         |         |         |  |
|  | O3                         | Colorado Rapids            |                            |                     |                        |                        |                        |                        |    |             |         |         |         |  |
|  | O3                         | Colorado Rapids            |                            |                     |                        |                        |                        |                        |    |             |         |         |         |  |
|  |                            |                            |                            |                     |                        |                        |                        |                        |    |             |         |         |         |  |

### MLS Cup 2004
| 14 de noviembre de 2004 | D.C. United                              | 3:2 (3:1) | Kansas City Wizards                | Home Depot Center, Carson, California                       |                                                             |
|                         | Eskandarian 19' 23' · Zotinca 26' (a.g.) |           | Burciaga Jr. 6' · Wolff 58' (pen.) | Asistencia: 25.797 espectadores Árbitro(s): Michael Kennedy | Asistencia: 25.797 espectadores Árbitro(s): Michael Kennedy |

|                                |
|                                |
| Campeón D.C. United 4.° título |

## Goleadores
| Jugador            | Equipo                 | Goles |
| ------------------ | ---------------------- | ----- |
| Brian Ching        | San Jose Earthquakes   | 12    |
| Eddie Johnson      | Dallas Burn            | 12    |
| Pat Noonan         | New England Revolution | 11    |
| Damani Ralph       | Chicago Fire           | 11    |
| Carlos Ruiz        | Los Angeles Galaxy     | 11    |
| Edson Buddle       | Columbus Crew          | 11    |
| Amado Guevara      | MetroStars             | 10    |
| Josh Wolff         | Kansas City Wizards    | 10    |
| John Wolyniec      | MetroStars             | 10    |
| Alecko Eskandarian | D.C. United            | 10    |
| Davy Arnaud        | Kansas City Wizards    | 9     |
| Jeff Cunningham    | Columbus Crew          | 9     |

## Premios y reconocimientos

### Jugador del mes
| Mes        | Futbolista       | Equipo               |
| ---------- | ---------------- | -------------------- |
| Abril      | Carlos Ruiz      | Los Angeles Galaxy   |
| Mayo       | Alejandro Moreno | Los Angeles Galaxy   |
| Junio      | Chris Klein      | Kansas City Wizards  |
| Julio      | Amado Guevara    | MetroStars           |
| Agosto     | Pat Onstad       | San Jose Earthquakes |
| Septiembre | Jon Busch        | Columbus Crew        |
| Octubre    | Andy Herron      | Chicago Fire         |

### Equipo ideal de la temporada
| Pos. | Futbolista     | Equipo               |
| ---- | -------------- | -------------------- |
| POR  | Joe Cannon     | Colorado Rapids      |
| DEF  | Jimmy Conrad   | Kansas City Wizards  |
| DEF  | Robin Fraser   | Columbus Crew        |
| DEF  | Ryan Nelsen    | D.C. United          |
| DEF  | Eddie Pope     | MetroStars           |
| MED  | Eddie Gaven    | MetroStars           |
| MED  | Amado Guevara  | MetroStars           |
| MED  | Ronnie O'Brien | Dallas Burn          |
| MED  | Kerry Zavagnin | Kansas City Wizards  |
| DEL  | Brian Ching    | San Jose Earthquakes |
| DEL  | Jaime Moreno   | D.C. United          |

### Reconocimientos individuales
| Premio                  | Ganador                   | Equipo                 |
| ----------------------- | ------------------------- | ---------------------- |
| Jugador Más Valioso     | Amado Guevara             | MetroStars             |
| Bota de Oro             | Amado Guevara (30 puntos) | MetroStars             |
| Entrenador del año      | Greg Andrulis             | Columbus Crew          |
| Portero del año         | Joe Cannon                | Colorado Rapids        |
| Defensa del año         | Robin Fraser              | Columbus Crew          |
| Novato del año          | Clint Dempsey             | New England Revolution |
| Gol del año             | Dwayne De Rosario         | San Jose Earthquakes   |
| Espírirtu de superación | Brian Ching               | San Jose Earthquakes   |
| Fair Play               | Eddie Pope                | MetroStars             |
| Humanitario del año     | Chris Henderson           | Colorado Rapids        |
| Árbitro del año         | Abiodun Okulaja           | Abiodun Okulaja        |